# Schloss Schönberg (Wenzenbach)

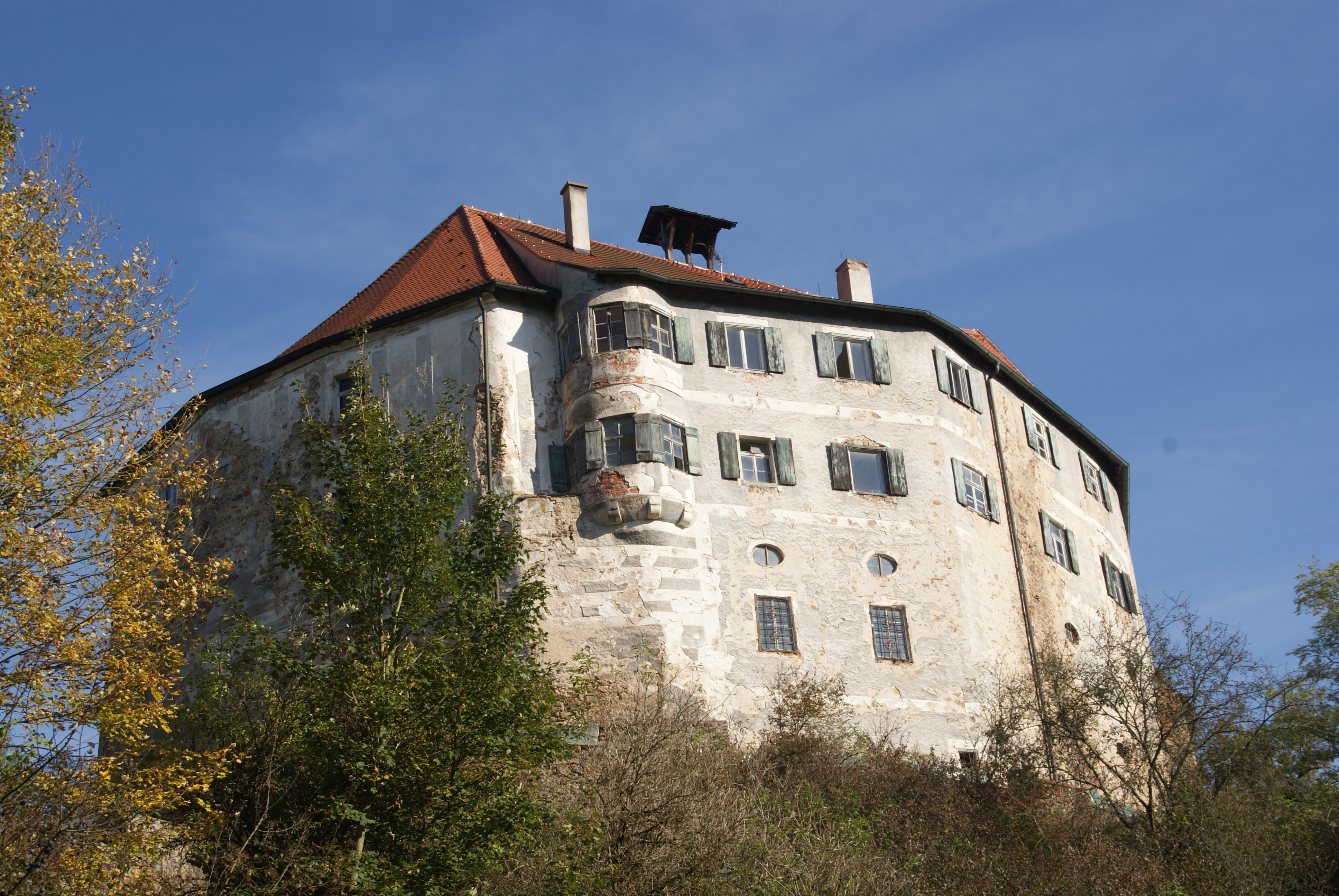
Schloss Schönberg

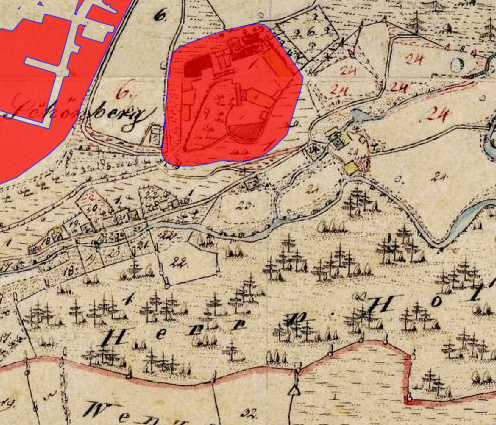
Lageplan von Schloss Schönberg (Wenzenbach) auf dem Urkataster von Bayern

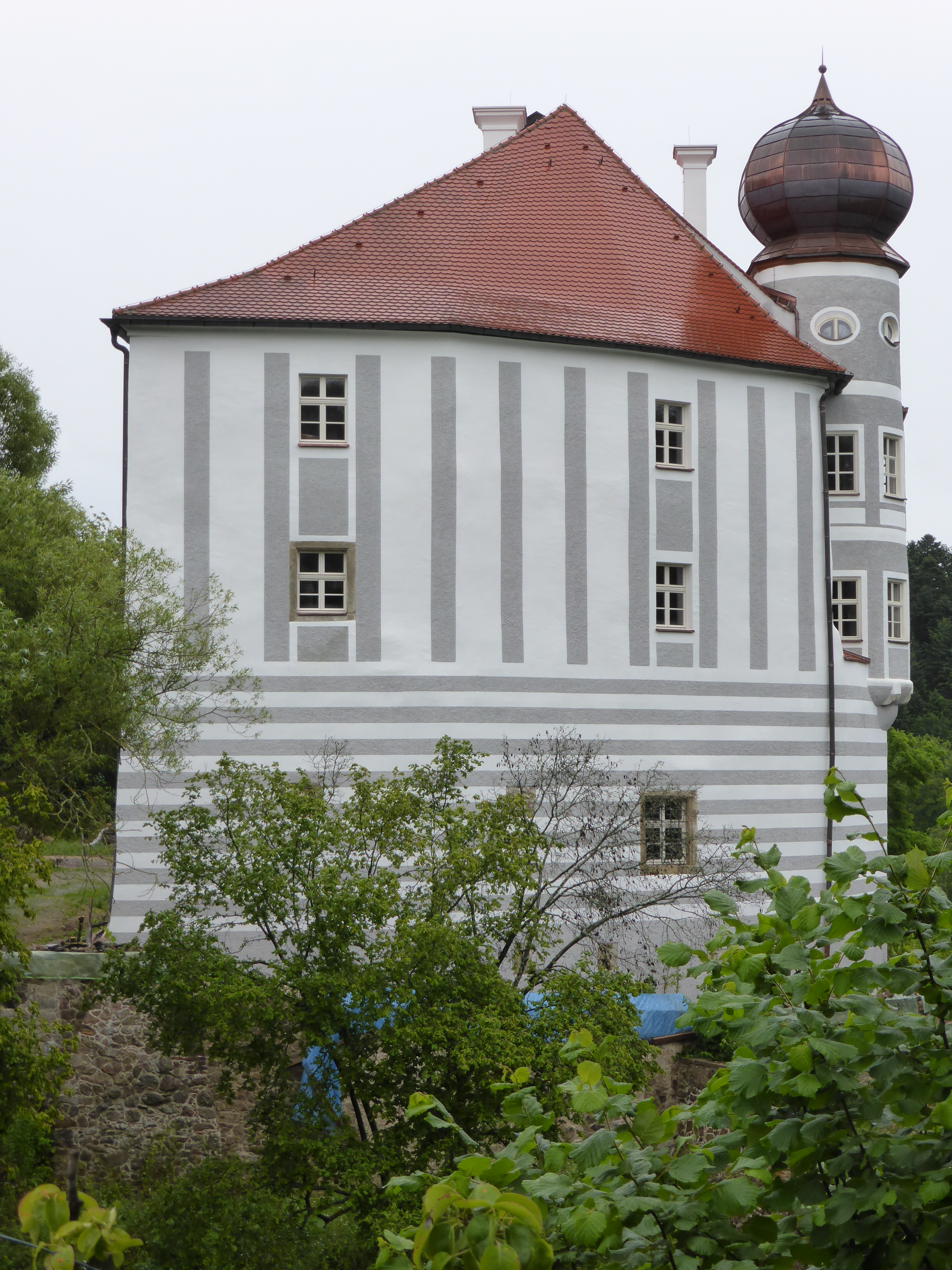
Schloss Schönberg (2014)

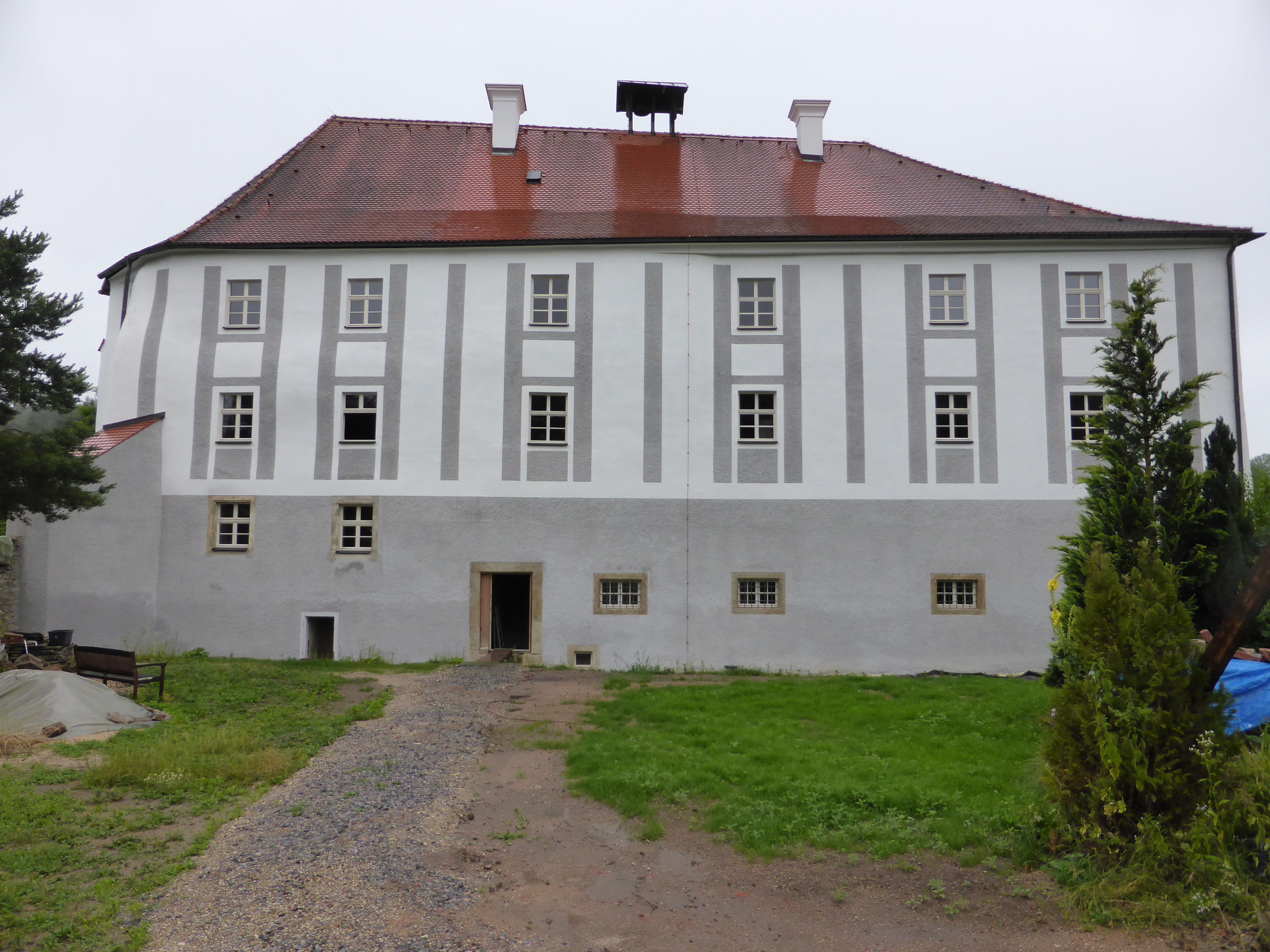
Schloss Schönberg (Hauptfront)

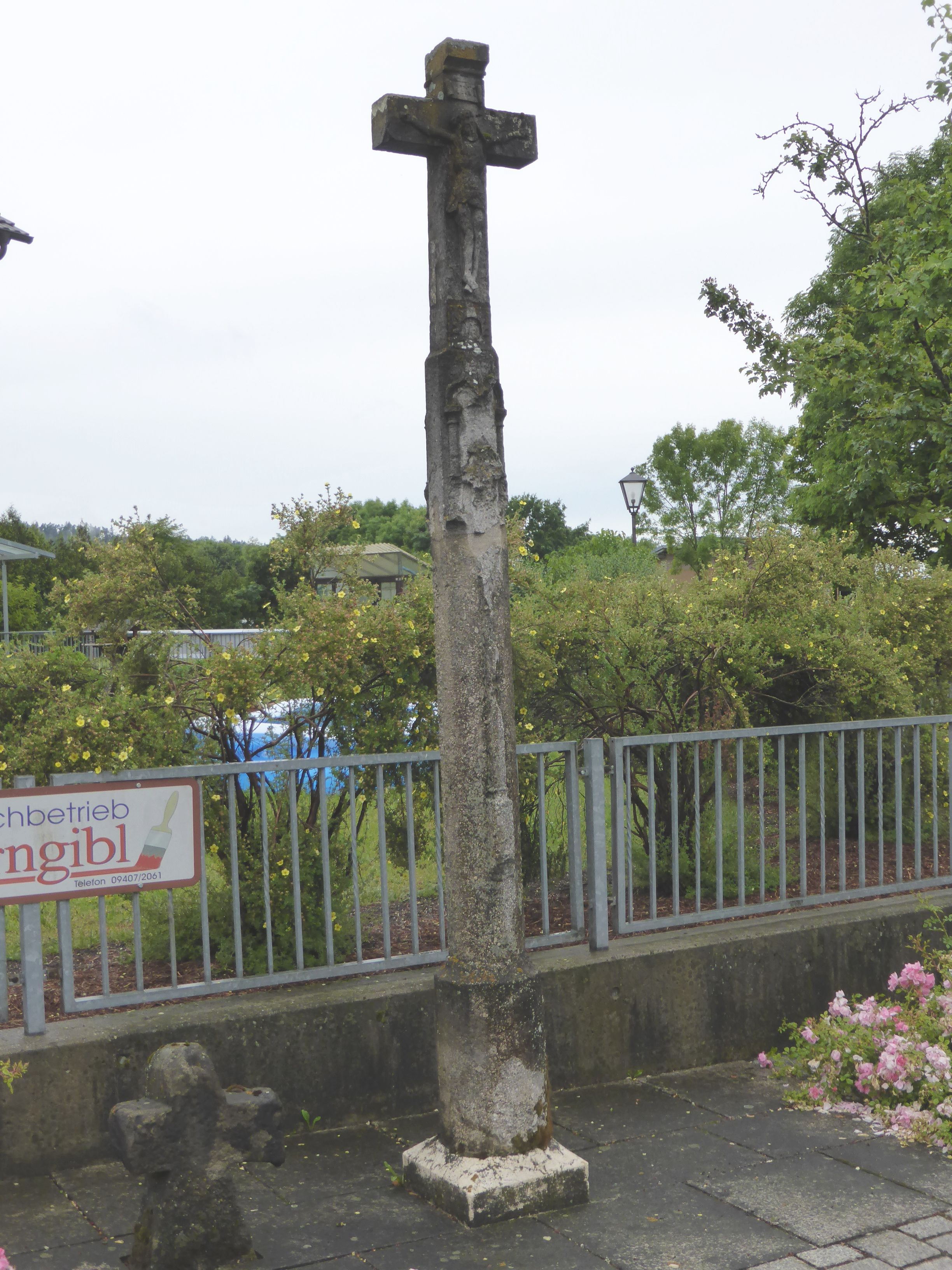
Kopfstätte in Wenzenbach, Blutgerichtsstätte der Herrschaft Schönberg

Das Schloss Schönberg  ist ein denkmalgeschütztes Gebäude Am Schloß 2/4/6 in der Gemeinde Wenzenbach im Landkreis Regensburg (Bayern). Die Anlage ist unter der Aktennummer D-3-75-208-2 als Baudenkmal verzeichnet. „Archäologische Befunde im Bereich von Schloss Schönberg in Wenzenbach, zuvor mittelalterliche Burganlage“ werden zudem als Bodendenkmal unter der Aktennummer D-3-6939-0060 geführt.

## Geschichte
Die Burg wurde im 13. Jahrhundert erbaut. 1269 wird die Burg als Besitz der Herren von Hohenfels erwähnt, die Ministeriale der Bischöfe von Regensburg waren. Spätere Besitzer waren die Bischöfe von Regensburg und die Herzöge von Bayern. 1333 erscheinen die Satelboger als Herrn auf Schönberg. Ihnen folgen 1335 die Hauzendorfer nach (ein Konrad von Hauzendorf ist noch 1364 als Inhaber von Schönberg nachweisbar). Nachfolger als herzoglicher Pfleger war Ulrich Pudenstorfer (u. a. 1371 urkundlich nachgewiesen). Weitere Pfleger waren Eberhart der Hofer, Werner der Auer (1385), Ulrich der Auer, Purckhart der Prachs (1392), Lienhart der Hilprant (1393), Hanns der Pfaffesanger (1396), Niclas Schwednitz von Hohenburg (1397), Hanns der Pfaffenbanger (1398), Konrad der Haberstorffer (1401) und Wilhelm der Fraunberger (1403). 1403 wurde Schönberg von Herzog Johann von Niederbayern dem Ritter Prodwitz dem Satelboger († 1407) als Pfand ausgegeben. Auf diesen folgt bis 1426 Dietrich Satelboger, Mitte 1427 siegelt hier Oswald der Krumpeckh als Richter zu Schönberg. 1437 ist Dietrich Mosheimer Pfleger auf Schönberg. Zwischen 1445 und 1460 versahen die Deuerlinger die Pflege, dann folgte Erhart Muracher (1462–1467) und 1468 Jörg Haselbeck, der Schönberg durch Kauf erwarb. Anfang 1498 kaufte Herzog Albrecht Schönberg zurück und gab es an Wolfgang Graf von Kolberg zu Neuenkolberg käuflich weiter. Als Pfleger erscheinen nun Achatz Eberspeck (1501) und Michael Zenger. Am 12. September 1504 wird die Burg durch den römisch-deutschen König und späteren Kaiser Maximilian I. erobert. Nach der Schlacht von Wenzenbach zog Herzog Albrecht Schönberg ein und verlieh es 1508 an Bernhardin von Stauff, Freiherr zu Ehrenfels. 1513 wird die Herrschaft an die Paumgartner verkauft. 1543 ging Schönberg an die Familie Breitenbach über. Nach dem Tod Wilhelms von Breitenbach († 1580) fiel Schönberg wieder an die Wittelsbacher und wurde 1585 an den herzoglichen Leibarzt Thomas Mermann (ohne die hohe Gerichtsbarkeit) verliehen. Bereits 1589 wird Schönberg an Caspar Carthauser verkauft und bereits zwei Jahre später siegeln hier Andreas Georg von Khürmreuth zu Hörmanntorff und Hans Ludwig Trainer (letzterer bis 1606).
Über die Tochter des Trainers Katharina ging Schönberg als Heiratsgut an die Lerchenfelder über. Die Lerchenfelder sind bis 1753 hier sesshaft, dann wird Schönberg an den Breslauer Domherrn Georg Karl Joseph von Stingelheim verkauft. Die Familie der Stingelheim blieb bis 1817 im Besitz von Schönberg, dann kaufte Karl Alexander von Thurn und Taxis die Herrschaft. Das Patrimonialgericht I. Klasse in Schönberg der Fürsten von Thurn und Taxis verwaltete auch die Patrimonialgerichte Bernhardswald und Wiesent. Diese letzten Reste der Adelsherrschaft wurden in der Revolution 1848 aufgehoben.
1927 ging das Schloss an die Familie Vilsmeier über, die ein Jahr später in den Wirtschaftsgebäuden eine Gastwirtschaft errichteten. 1957 kam das Anwesen an die Familie Fichtl. Gegenwärtiger Besitzer ist der Mediziner Hans-Hermann Klünemann, der mit Hilfe der Deutschen Stiftung Denkmalschutz die Renovierung der Anlage in die Wege geleitet hat.

## Gebäude
1726 erfolgt ein Neubau des Schlosses. 2010 wurde die Sanierung des Schlosses großteils abgeschlossen.

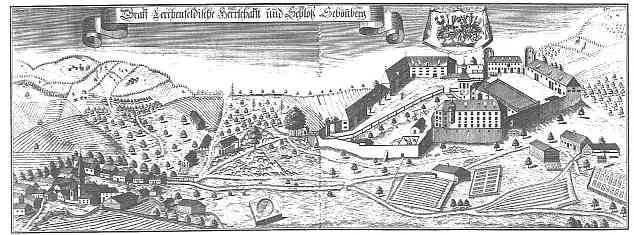
Kupferstich von Michael Wening (1645–1718) vom Schloss Schönberg

Das Schloss ist ein dreigeschossiger Walmdachbau über nach Süden unregelmäßig gebrochenem Grundriss mit Erker. Der Kernbau stammt von 1253/54 mit mittelalterlicher Erweiterung. Umbauten fanden vom späten 17. bis frühen 18. Jahrhundert und um 1770/71 statt. Der Dachstuhl trägt das Baujahr 1820/23. Es existiert eine barocke Schlosskapelle St. Joseph. Auch sind die Kelleranlage eines ehemaligen, in Fragmenten erhaltenen Nebengebäudes in Form zweier paralleler tonnengewölbter Keller aus Bruchsteinmauerwerk, wohl aus der zweiten Hälfte des 16. Jahrhunderts erhalten.
Erhalten sind zudem Teile der Ringmauer mit Schalentürmen sowie die vermutlich spätmittelalterliche Zwingermauer mit Graben und äußere Mauer aus Granitbruchstein. Der ehemalige, heute verfüllte Burggraben wird als Garten verwendet. Von der ursprünglichen Burganlage ist nur wenig erhalten, so ein Mauerzug an der Südwestecke und die Straße „Am Schloss“ bis Haus Nr. 9 als ehemaliger Graben.
Das Schloss befindet sich in Privatbesitz.